# Iván Hurtado
Iván Hurtado (Esmeraldas, 16 augustus 1974) is een voormalig Ecuadoraans profvoetballer.

## Clubcarrière
Hurtado begon zijn professionele voetballoopbaan op zestienjarige leeftijd in zijn geboortestad bij Esmeraldas Petrolero. Na een jaar vertrok hij naar Emelec uit Guayaquil waar hij tot 1994 speelde. Van 1994 tot 2001 voetbalde Hurtado in Mexico. Eerst voor Club Celaya en later voor Club Tigres. Na een korte terugkeer bij Emelec vertrok hij opnieuw naar Mexico, maar al snel keerde hij opnieuw terug naar Ecuador, ditmaal bij Barcelona SC. In 2004 kwam er eindelijk een transfer naar Europa, naar Real Murcia, maar ook hier bleef Hurtado niet lang. Na een nieuw uitstapje naar Mexico en een seizoen in Qatar voetbalde Hurtado in Colombia bij Atlético Nacional. In januari 2008 keerde hij alweer terug naar Ecuador, waar hij zich aansloot bij zijn ex-club Barcelona SC.

## Interlandcarrière
Hurtado speelde zijn eerste interland op 24 mei 1992 tegen Guatemala, toen hij 17 jaar en 285 dagen oud was. Hiermee is hij de jongste debutant in de Ecuadoraanse selectie aller tijden. Andere debutanten namens Ecuador in die wedstrijd waren doelman Jacinto Espinoza, Dannes Coronel, Héctor Carabalí, Eduardo Hurtado, Oswaldo de la Cruz, Diego Herrera en Cléber Chalá. Als speler en aanvoerder van het nationale elftal maakte hij zowel het WK voetbal 2002 als het WK voetbal 2006 mee. Hurtado speelde 168 interlands, waarin hij vijfmaal tot scoren kwam. Met 168 interlands is hij recordinternational van Ecuador.
| WK-statistieken           | Club       | Positie    | W |   |   | D | A |   |   |   |
| ------------------------- | ---------- | ---------- | - | - | - | - | - | - | - | - |
| WK voetbal 2002 - Ecuador | CF Pachuca | Verdediger | 3 | 0 | 0 | 0 | 0 | 0 | 0 | 0 |
| WK voetbal 2006 - Ecuador | Al-Arabi   | Verdediger | 3 | 0 | 1 | 0 | 0 | 1 | 0 | 0 |

| Interlands van Iván Jacinto Hurtado voor Ecuador | Interlands van Iván Jacinto Hurtado voor Ecuador | Interlands van Iván Jacinto Hurtado voor Ecuador | Interlands van Iván Jacinto Hurtado voor Ecuador | Interlands van Iván Jacinto Hurtado voor Ecuador | Interlands van Iván Jacinto Hurtado voor Ecuador | Interlands van Iván Jacinto Hurtado voor Ecuador |
| №                                                | Datum                                            | Plaats                                           | Opponent                                         | Uitslag                                          | Competitie                                       | Goal                                             |
| ------------------------------------------------ | ------------------------------------------------ | ------------------------------------------------ | ------------------------------------------------ | ------------------------------------------------ | ------------------------------------------------ | ------------------------------------------------ |
| 1                                                | 24- 5-92                                         | Guatemala-Stad                                   | Guatemala                                        | 1 – 1                                            | Oefeninterland                                   | 43' (pen.)                                       |
| 2                                                | 27- 5-92                                         | San José                                         | Costa Rica                                       | 1 – 2                                            | Oefeninterland                                   |                                                  |
| 3                                                | 4- 7-92                                          | Montevideo                                       | Uruguay                                          | 1 – 3                                            | Oefeninterland                                   |                                                  |
| 4                                                | 6- 8-92                                          | Guayaquil                                        | Costa Rica                                       | 1 – 1                                            | Oefeninterland                                   |                                                  |
| 5                                                | 24-11-92                                         | Lima                                             | Peru                                             | 1 – 1                                            | Oefeninterland                                   |                                                  |
| 6                                                | 27- 1-93                                         | Guayaquil                                        | Wit-Rusland                                      | 1 – 1                                            | Oefeninterland                                   |                                                  |
| 7                                                | 31- 1-93                                         | Guayaquil                                        | Roemenië                                         | 3 – 0                                            | Oefeninterland                                   |                                                  |
| 8                                                | 15- 6-93                                         | Quito                                            | Venezuela                                        | 6 – 1                                            | Copa América                                     |                                                  |
| 9                                                | 26- 6-93                                         | Quito                                            | Paraguay                                         | 3 – 0                                            | Copa América                                     |                                                  |
| 10                                               | 30- 6-93                                         | Quito                                            | Mexico                                           | 0 – 2                                            | Copa América                                     |                                                  |
| 11                                               | 18- 7-93                                         | Guayaquil                                        | Brazilië                                         | 0 – 0                                            | WK-kwalificatie                                  |                                                  |
| 12                                               | 1- 8-93                                          | Montevideo                                       | Uruguay                                          | 0 – 0                                            | WK-kwalificatie                                  |                                                  |
| 13                                               | 8- 8-93                                          | Quito                                            | Venezuela                                        | 5 – 0                                            | WK-kwalificatie                                  |                                                  |
| 14                                               | 15- 8-93                                         | La Paz                                           | Bolivia                                          | 0 – 1                                            | WK-kwalificatie                                  |                                                  |
| 15                                               | 22- 8-93                                         | São Paulo                                        | Brazilië                                         | 0 – 2                                            | WK-kwalificatie                                  |                                                  |
| 16                                               | 5- 9-93                                          | Guayaquil                                        | Uruguay                                          | 0 – 1                                            | WK-kwalificatie                                  |                                                  |
| 17                                               | 12- 9-93                                         | Puerto Ordaz                                     | Venezuela                                        | 1 – 2                                            | WK-kwalificatie                                  |                                                  |
| 18                                               | 19- 9-93                                         | Guayaquil                                        | Bolivia                                          | 1 – 1                                            | WK-kwalificatie                                  |                                                  |
| 19                                               | 21- 9-94                                         | Machala                                          | Peru                                             | 0 – 0                                            | Oefeninterland                                   |                                                  |
| 20                                               | 24- 5-95                                         | Toyama                                           | Schotland                                        | 1 – 2                                            | Kirin Cup                                        | 68' (pen.)                                       |
| 21                                               | 28- 5-95                                         | Tokyo                                            | Japan                                            | 0 – 3                                            | Kirin Cup                                        |                                                  |
| 22                                               | 4- 6-95                                          | Changwon                                         | Zambia                                           | 4 – 1                                            | Korea Cup                                        |                                                  |
| 23                                               | 10- 6-95                                         | Seoul                                            | Costa Rica                                       | 2 – 1                                            | Korea Cup                                        |                                                  |
| 24                                               | 12- 6-95                                         | Seoul                                            | Zambia                                           | 1 – 0                                            | Korea Cup                                        |                                                  |
| 25                                               | 30- 6-95                                         | Asunción                                         | Paraguay                                         | 0 – 1                                            | Oefeninterland                                   |                                                  |
| 26                                               | 7- 7-95                                          | Rivera                                           | Brazilië                                         | 0 – 1                                            | Copa América                                     |                                                  |
| 27                                               | 10- 7-95                                         | Rivera                                           | Colombia                                         | 0 – 1                                            | Copa América                                     |                                                  |
| 28                                               | 13- 7-95                                         | Rivera                                           | Peru                                             | 2 – 1                                            | Copa América                                     |                                                  |
| 29                                               | 25-10-95                                         | Santa Cruz                                       | Bolivia                                          | 2 – 2                                            | Oefeninterland                                   |                                                  |
| 30                                               | 24- 4-96                                         | Guayaquil                                        | Peru                                             | 4 – 1                                            | WK-kwalificatie                                  |                                                  |
| 31                                               | 2- 6-96                                          | Quito                                            | Argentinië                                       | 2 – 0                                            | WK-kwalificatie                                  |                                                  |
| 32                                               | 6- 7-96                                          | Santiago                                         | Chili                                            | 1 – 4                                            | WK-kwalificatie                                  |                                                  |
| 33                                               | 1- 9-96                                          | Quito                                            | Venezuela                                        | 1 – 0                                            | WK-kwalificatie                                  |                                                  |
| 34                                               | 4-10-96                                          | Ambato                                           | Jamaica                                          | 2 – 1                                            | Oefeninterland                                   |                                                  |
| 35                                               | 9-10-96                                          | Quito                                            | Colombia                                         | 0 – 1                                            | WK-kwalificatie                                  |                                                  |
| 36                                               | 10-11-96                                         | Asunción                                         | Paraguay                                         | 0 – 1                                            | WK-kwalificatie                                  |                                                  |
| 37                                               | 12- 1-97                                         | La Paz                                           | Bolivia                                          | 0 – 2                                            | WK-kwalificatie                                  |                                                  |
| 38                                               | 12- 2-97                                         | Quito                                            | Uruguay                                          | 4 – 0                                            | WK-kwalificatie                                  |                                                  |
| 39                                               | 2- 4-97                                          | Lima                                             | Peru                                             | 1 – 1                                            | WK-kwalificatie                                  |                                                  |
| 40                                               | 28- 5-97                                         | San Salvador                                     | El Salvador                                      | 2 – 0                                            | Oefeninterland                                   |                                                  |
| 41                                               | 8- 6-97                                          | Quito                                            | Chili                                            | 1 – 1                                            | WK-kwalificatie                                  |                                                  |
| 42                                               | 6- 7-97                                          | Maracaibo                                        | Venezuela                                        | 1 – 1                                            | WK-kwalificatie                                  | 55'                                              |
| 43                                               | 20- 7-97                                         | Barranquilla                                     | Colombia                                         | 0 – 1                                            | WK-kwalificatie                                  |                                                  |
| 44                                               | 20- 8-97                                         | Quito                                            | Paraguay                                         | 2 – 1                                            | WK-kwalificatie                                  |                                                  |
| 45                                               | 12-10-97                                         | Guayaquil                                        | Bolivia                                          | 1 – 0                                            | WK-kwalificatie                                  |                                                  |
| 46                                               | 16-11-97                                         | Maldonado                                        | Uruguay                                          | 3 – 5                                            | WK-kwalificatie                                  |                                                  |
| 47                                               | 10- 2-99                                         | Lima                                             | Peru                                             | 2 – 1                                            | Oefeninterland                                   |                                                  |
| 48                                               | 14- 4-99                                         | Monterrey                                        | Mexico                                           | 0 – 0                                            | Oefeninterland                                   |                                                  |
| 49                                               | 19- 5-99                                         | Portoviejo                                       | Venezuela                                        | 0 – 2                                            | Oefeninterland                                   |                                                  |
| 50                                               | 2- 6-99                                          | Edmonton                                         | Iran                                             | 1 – 1                                            | Canada Cup                                       |                                                  |
| 51                                               | 4- 6-99                                          | Edmonton                                         | Guatemala                                        | 3 – 1                                            | Canada Cup                                       |                                                  |
| 52                                               | 6- 6-99                                          | Edmonton                                         | Canada                                           | 2 – 1                                            | Canada Cup                                       |                                                  |
| 53                                               | 22- 6-99                                         | Santiago                                         | Chili                                            | 0 – 0                                            | Oefeninterland                                   |                                                  |
| 54                                               | 1- 7-99                                          | Luque                                            | Argentinië                                       | 1 – 3                                            | Copa América                                     |                                                  |
| 55                                               | 4- 7-99                                          | Luque                                            | Uruguay                                          | 1 – 2                                            | Copa América                                     |                                                  |
| 56                                               | 7- 7-99                                          | Luque                                            | Colombia                                         | 1 – 2                                            | Copa América                                     |                                                  |
| 57                                               | 12-10-99                                         | Montevideo                                       | Uruguay                                          | 0 – 0                                            | Oefeninterland                                   |                                                  |
| 58                                               | 27-10-99                                         | Houston                                          | Mexico                                           | 0 – 0                                            | Oefeninterland                                   |                                                  |
| 59                                               | 8- 3-00                                          | Quito                                            | Honduras                                         | 1 – 3                                            | Oefeninterland                                   |                                                  |
| 60                                               | 26- 4-00                                         | São Paulo                                        | Brazilië                                         | 2 – 3                                            | WK-kwalificatie                                  |                                                  |
| 61                                               | 3- 6-00                                          | Asunción                                         | Paraguay                                         | 1 – 3                                            | WK-kwalificatie                                  |                                                  |
| 62                                               | 25- 6-00                                         | Quito                                            | Panama                                           | 5 – 0                                            | Oefeninterland                                   |                                                  |
| 63                                               | 29- 6-00                                         | Quito                                            | Peru                                             | 2 – 1                                            | WK-kwalificatie                                  |                                                  |
| 64                                               | 19- 7-00                                         | Buenos Aires                                     | Argentinië                                       | 0 – 2                                            | WK-kwalificatie                                  |                                                  |
| 65                                               | 25- 7-00                                         | Quito                                            | Colombia                                         | 0 – 0                                            | WK-kwalificatie                                  |                                                  |
| 66                                               | 16- 8-00                                         | Quito                                            | Bolivia                                          | 2 – 0                                            | WK-kwalificatie                                  |                                                  |
| 67                                               | 3- 9-00                                          | Montevideo                                       | Uruguay                                          | 0 – 4                                            | WK-kwalificatie                                  |                                                  |
| 68                                               | 8-10-00                                          | Quito                                            | Chili                                            | 1 – 0                                            | WK-kwalificatie                                  |                                                  |
| 69                                               | 15-11-00                                         | Maracaibo                                        | Venezuela                                        | 2 – 1                                            | WK-kwalificatie                                  |                                                  |
| 70                                               | 28- 3-01                                         | Quito                                            | Brazilië                                         | 1 – 0                                            | WK-kwalificatie                                  |                                                  |
| 71                                               | 24- 4-01                                         | Quito                                            | Paraguay                                         | 2 – 1                                            | WK-kwalificatie                                  |                                                  |
| 72                                               | 2- 6-01                                          | Lima                                             | Peru                                             | 2 – 1                                            | WK-kwalificatie                                  |                                                  |
| 73                                               | 7- 6-01                                          | Columbus                                         | Verenigde Staten                                 | 0 – 0                                            | Oefeninterland                                   |                                                  |
| 74                                               | 2- 7-01                                          | East Rutherford                                  | El Salvador                                      | 1 – 0                                            | Oefeninterland                                   |                                                  |
| 75                                               | 7- 7-01                                          | Miami                                            | Honduras                                         | 1 – 1                                            | Oefeninterland                                   |                                                  |
| 76                                               | 11- 7-01                                         | Barranquilla                                     | Chili                                            | 1 – 4                                            | Copa América                                     |                                                  |
| 77                                               | 14- 7-01                                         | Barranquilla                                     | Colombia                                         | 0 – 1                                            | Copa América                                     |                                                  |
| 78                                               | 17- 7-01                                         | Barranquilla                                     | Venezuela                                        | 4 – 0                                            | Copa América                                     |                                                  |
| 79                                               | 15- 8-01                                         | Quito                                            | Argentinië                                       | 0 – 2                                            | WK-kwalificatie                                  |                                                  |
| 80                                               | 5- 9-01                                          | Bogotá                                           | Colombia                                         | 0 – 0                                            | WK-kwalificatie                                  |                                                  |
| 81                                               | 6-10-01                                          | La Paz                                           | Bolivia                                          | 5 – 1                                            | WK-kwalificatie                                  |                                                  |
| 82                                               | 7-11-01                                          | Quito                                            | Uruguay                                          | 1 – 1                                            | WK-kwalificatie                                  |                                                  |
| 83                                               | 14-11-01                                         | Santiago                                         | Chili                                            | 0 – 0                                            | WK-kwalificatie                                  |                                                  |
| 84                                               | 12- 1-02                                         | Guayaquil                                        | Guatemala                                        | 1 – 0                                            | Oefeninterland                                   | 83'                                              |
| 85                                               | 20- 1-02                                         | Miami                                            | Haïti                                            | 0 – 2                                            | Gold Cup                                         |                                                  |
| 86                                               | 22- 1-02                                         | Miami                                            | Canada                                           | 2 – 0                                            | Gold Cup                                         |                                                  |
| 87                                               | 12- 2-02                                         | Breda                                            | Turkije                                          | 1 – 0                                            | Oefeninterland                                   |                                                  |
| 88                                               | 2- 4-02                                          | East Rutherford                                  | Bulgarije                                        | 3 – 0                                            | Oefeninterland                                   |                                                  |
| 89                                               | 17- 4-02                                         | Murcia                                           | Zuid-Afrika                                      | 0 – 0                                            | Oefeninterland                                   |                                                  |
| 90                                               | 8- 5-02                                          | East Rutherford                                  | Joegoslavië                                      | 1 – 0                                            | Oefeninterland                                   |                                                  |
| 91                                               | 23- 5-02                                         | Tottori                                          | Senegal                                          | 0 – 1                                            | Oefeninterland                                   |                                                  |
| 92                                               | 3- 6-02                                          | Sapporo                                          | Italië                                           | 0 – 2                                            | WK-eindronde                                     |                                                  |
| 93                                               | 9- 6-02                                          | Miyagi                                           | Mexico                                           | 1 – 2                                            | WK-eindronde                                     |                                                  |
| 94                                               | 13- 6-02                                         | Yokohama                                         | Kroatië                                          | 1 – 0                                            | WK-eindronde                                     |                                                  |
| 95                                               | 16-10-02                                         | San José                                         | Costa Rica                                       | 1 – 1                                            | Oefeninterland                                   |                                                  |
| 96                                               | 20-10-02                                         | Caracas                                          | Venezuela                                        | 0 – 2                                            | Oefeninterland                                   |                                                  |
| 97                                               | 20-11-02                                         | Quito                                            | Costa Rica                                       | 2 – 2                                            | Oefeninterland                                   |                                                  |
| 98                                               | 9- 2-03                                          | Guayaquil                                        | Estland                                          | 1 – 0                                            | Oefeninterland                                   | 90' ([pen.)                                      |
| 99                                               | 12- 2-03                                         | Quito                                            | Estland                                          | 2 – 1                                            | Oefeninterland                                   |                                                  |
| 100                                              | 30- 4-03                                         | Madrid                                           | Spanje                                           | 0 – 4                                            | Oefeninterland                                   |                                                  |
| 101                                              | 8- 6-03                                          | Madrid                                           | Colombia                                         | 0 – 0                                            | Torneo de la Amistad                             |                                                  |
| 102                                              | 11- 6-03                                         | New York                                         | Peru                                             | 2 – 2                                            | Oefeninterland                                   |                                                  |
| 103                                              | 20- 8-03                                         | Ambato                                           | Guatemala                                        | 2 – 0                                            | Oefeninterland                                   |                                                  |
| 104                                              | 6- 9-03                                          | Quito                                            | Venezuela                                        | 2 – 0                                            | WK-kwalificatie                                  |                                                  |
| 105                                              | 10- 9-03                                         | Manaus                                           | Brazilië                                         | 0 – 1                                            | WK-kwalificatie                                  |                                                  |
| 106                                              | 15-11-03                                         | Asunción                                         | Paraguay                                         | 1 – 2                                            | WK-kwalificatie                                  |                                                  |
| 107                                              | 19-11-03                                         | Quito                                            | Peru                                             | 0 – 0                                            | WK-kwalificatie                                  |                                                  |
| 108                                              | 10- 3-04                                         | Tuxtla Gutiérrez                                 | Mexico                                           | 1 – 2                                            | Oefeninterland                                   |                                                  |
| 109                                              | 30- 3-04                                         | Buenos Aires                                     | Argentinië                                       | 0 – 1                                            | WK-kwalificatie                                  |                                                  |
| 110                                              | 2- 6-04                                          | Quito                                            | Colombia                                         | 2 – 1                                            | WK-kwalificatie                                  |                                                  |
| 111                                              | 5- 6-04                                          | Quito                                            | Bolivia                                          | 3 – 2                                            | WK-kwalificatie                                  |                                                  |
| 112                                              | 7- 7-04                                          | Chiclayo                                         | Argentinië                                       | 1 – 6                                            | Copa América                                     |                                                  |
| 113                                              | 10- 7-04                                         | Chiclayo                                         | Uruguay                                          | 1 – 2                                            | Copa América                                     |                                                  |
| 114                                              | 13- 7-04                                         | Piura                                            | Mexico                                           | 1 – 2                                            | Copa América                                     |                                                  |
| 115                                              | 5- 9-04                                          | Montevideo                                       | Uruguay                                          | 0 – 1                                            | WK-kwalificatie                                  |                                                  |
| 116                                              | 10-10-04                                         | Quito                                            | Chili                                            | 2 – 0                                            | WK-kwalificatie                                  |                                                  |
| 117                                              | 14-10-04                                         | San Cristóbal                                    | Venezuela                                        | 1 – 3                                            | WK-kwalificatie                                  |                                                  |
| 118                                              | 17-11-04                                         | Quito                                            | Brazilië                                         | 1 – 0                                            | WK-kwalificatie                                  |                                                  |
| 119                                              | 26- 1-05                                         | Ambato                                           | Panama                                           | 2 – 0                                            | Oefeninterland                                   |                                                  |
| 120                                              | 29- 1-05                                         | Babahoyo                                         | Panama                                           | 2 – 0                                            | Oefeninterland                                   |                                                  |
| 121                                              | 27- 3-05                                         | Quito                                            | Paraguay                                         | 5 – 2                                            | WK-kwalificatie                                  |                                                  |
| 122                                              | 30- 3-05                                         | Lima                                             | Peru                                             | 2 – 2                                            | WK-kwalificatie                                  |                                                  |
| 123                                              | 4- 6-05                                          | Quito                                            | Argentinië                                       | 2 – 0                                            | WK-kwalificatie                                  |                                                  |
| 124                                              | 8- 6-05                                          | Barranquilla                                     | Colombia                                         | 0 – 3                                            | WK-kwalificatie                                  |                                                  |
| 125                                              | 11- 6-05                                         | East Rutherford                                  | Italië                                           | 1 – 1                                            | Oefeninterland                                   |                                                  |
| 126                                              | 3- 9-05                                          | La Paz                                           | Bolivia                                          | 2 – 1                                            | WK-kwalificatie                                  |                                                  |
| 127                                              | 8-10-05                                          | Quito                                            | Uruguay                                          | 0 – 0                                            | WK-kwalificatie                                  |                                                  |
| 128                                              | 1- 3-06                                          | Amsterdam                                        | Nederland                                        | 0 – 1                                            | Oefeninterland                                   |                                                  |
| 129                                              | 25- 5-06                                         | East Rutherford                                  | Colombia                                         | 1 – 1                                            | Oefeninterland                                   |                                                  |
| 130                                              | 29- 5-06                                         | Getafe                                           | Macedonië                                        | 1 – 2                                            | Oefeninterland                                   |                                                  |
| 131                                              | 9- 6-06                                          | Gelsenkirchen                                    | Polen                                            | 2 – 0                                            | WK-eindronde                                     |                                                  |
| 132                                              | 15- 6-06                                         | Hamburg                                          | Costa Rica                                       | 3 – 0                                            | WK-eindronde                                     |                                                  |
| 133                                              | 25- 6-06                                         | Stuttgart                                        | Engeland                                         | 0 – 1                                            | WK-eindronde                                     |                                                  |
| 134                                              | 10-10-06                                         | Stockholm                                        | Brazilië                                         | 1 – 2                                            | Oefeninterland                                   |                                                  |
| 135                                              | 21- 1-07                                         | Quito                                            | Zweden                                           | 1 – 1                                            | Oefeninterland                                   |                                                  |
| 136                                              | 25- 3-07                                         | Tampa                                            | Verenigde Staten                                 | 1 – 3                                            | Oefeninterland                                   |                                                  |
| 137                                              | 28- 3-07                                         | Oakland                                          | Mexico                                           | 2 – 4                                            | Oefeninterland                                   |                                                  |
| 138                                              | 3- 6-07                                          | Madrid                                           | Peru                                             | 1 – 2                                            | Oefeninterland                                   |                                                  |
| 139                                              | 6- 6-07                                          | Barcelona                                        | Peru                                             | 2 – 0                                            | Oefeninterland                                   |                                                  |
| 140                                              | 27- 6-07                                         | Puerto Ordaz                                     | Chili                                            | 2 – 3                                            | Copa América                                     |                                                  |
| 141                                              | 1- 7-07                                          | Maturín                                          | Mexico                                           | 1 – 2                                            | Copa América                                     |                                                  |
| 142                                              | 22- 8-07                                         | Quito                                            | Bolivia                                          | 1 – 0                                            | Oefeninterland                                   |                                                  |
| 143                                              | 8- 9-07                                          | Quito                                            | El Salvador                                      | 5 – 1                                            | Oefeninterland                                   |                                                  |
| 144                                              | 13-10-07                                         | Quito                                            | Venezuela                                        | 0 – 1                                            | WK-kwalificatie                                  |                                                  |
| 145                                              | 17-10-07                                         | Rio de Janeiro                                   | Brazilië                                         | 0 – 5                                            | WK-kwalificatie                                  |                                                  |
| 146                                              | 21-11-07                                         | Quito                                            | Peru                                             | 5 – 1                                            | WK-kwalificatie                                  |                                                  |
| 147                                              | 26- 3-08                                         | Latacunga                                        | Haïti                                            | 3 – 1                                            | Oefeninterland                                   |                                                  |
| 148                                              | 27- 5-08                                         | Grenoble                                         | Frankrijk                                        | 0 – 2                                            | Oefeninterland                                   |                                                  |
| 149                                              | 15- 6-08                                         | Buenos Aires                                     | Argentinië                                       | 1 – 1                                            | WK-kwalificatie                                  |                                                  |
| 150                                              | 18- 6-08                                         | Quito                                            | Colombia                                         | 0 – 0                                            | WK-kwalificatie                                  |                                                  |
| 151                                              | 20- 8-08                                         | East Rutherford                                  | Colombia                                         | 1 – 0                                            | Oefeninterland                                   |                                                  |
| 152                                              | 6- 9-08                                          | Quito                                            | Bolivia                                          | 3 – 1                                            | WK-kwalificatie                                  |                                                  |
| 153                                              | 10- 9-08                                         | Montevideo                                       | Uruguay                                          | 0 – 0                                            | WK-kwalificatie                                  |                                                  |
| 154                                              | 12-10-08                                         | Quito                                            | Chili                                            | 1 – 0                                            | WK-kwalificatie                                  |                                                  |
| 155                                              | 15-10-08                                         | Puerto La Cruz                                   | Venezuela                                        | 1 – 3                                            | WK-kwalificatie                                  |                                                  |
| 156                                              | 17-12-08                                         | Muscat                                           | Iran                                             | 1 – 0                                            | Oefeninterland                                   |                                                  |
| 157                                              | 19-12-08                                         | Muscat                                           | Oman                                             | 0 – 2                                            | Oefeninterland                                   |                                                  |
| 158                                              | 29- 3-09                                         | Quito                                            | Brazilië                                         | 1 – 1                                            | WK-kwalificatie                                  |                                                  |
| 159                                              | 1- 4-09                                          | Quito                                            | Paraguay                                         | 1 – 1                                            | WK-kwalificatie                                  |                                                  |
| 160                                              | 10- 6-09                                         | Quito                                            | Argentinië                                       | 2 – 0                                            | WK-kwalificatie                                  |                                                  |
| 161                                              | 12- 8-09                                         | East Rutherford                                  | Jamaica                                          | 0 – 0                                            | Oefeninterland                                   |                                                  |
| 162                                              | 5- 9-09                                          | Medellín                                         | Colombia                                         | 0 – 2                                            | WK-kwalificatie                                  |                                                  |
| 163                                              | 9- 9-09                                          | La Paz                                           | Bolivia                                          | 3 – 1                                            | WK-kwalificatie                                  |                                                  |
| 164                                              | 10-10-09                                         | Quito                                            | Uruguay                                          | 1 – 2                                            | WK-kwalificatie                                  |                                                  |
| 165                                              | 14-10-09                                         | Santiago                                         | Chili                                            | 0 – 1                                            | WK-kwalificatie                                  |                                                  |
| 166                                              | 7- 5-10                                          | East Rutherford                                  | Mexico                                           | 0 – 0                                            | Oefeninterland                                   |                                                  |
| 167                                              | 16- 5-10                                         | Seoul                                            | Zuid-Korea                                       | 0 – 2                                            | Oefeninterland                                   |                                                  |

- Alle uitslagen bezien vanuit perspectief Ecuador.

## Erelijst
Emelec
- Campeonato Ecuatoriano

1993, 1994
 Deportivo Quito
- Campeonato Ecuatoriano

2009